# Leptodesmus rubicundus
Leptodesmus rubicundus är en mångfotingart som beskrevs av Christoph D. Schubart 1960. Leptodesmus rubicundus ingår i släktet Leptodesmus och familjen Chelodesmidae. Inga underarter finns listade i Catalogue of Life.